# Висше народно военно инженерно-свързочно училище
Висшето народно военно инженерно-свързочно училище „Г. Дамянов“ е висше военно училище в Силистра, съществувало в периода (1954 – 1963 г.).

## История
Висшето народно военно инженерно-свързочно училище „Г. Дамянов“ е формирано със заповед на Министерството на народната отбрана № 0235 от 1 ноември 1954 година, съгласно която Народното военно инженерно училище се слива с Народното военно инженерно-свързочно училище и се образува Народно военно инженерно-свързочно училище с постоянна местостоянка град Силистра. Курсът на обучение е 3 години. Там освен свързочни специалисти се обучават и кадри за нуждите на инженерните и химическите войски. Обучението е по учебни планове и програми, неотстъпващи по хорариум на фундаменталните и специалните учебни дисциплини и по качество на преподаване на тези, по които се обучават инженерите в Държавната политехника в София. На 25 октомври 1955 г. в училището се влива Народното военно химическо училище.
С постановление на Министерския съвет от 10 юли 1959 година училището става висше с права на завършващите го като инженер по съответната специалност (машинен, пътно строителен, радио и химик). Президиумът на Народното събрание с указ № 334 от 11 юли 1959 г. определя за патрон на училището генерал-лейтенант Георги Дамянов, а с Указ № 420 от 29 август 1959 година е връчено бойното му знаме.
Със заповед на Министерството на народната отбрана № 0131 от 1963 г. училището се разформира, като профил сапьори и свързочници са преместени във Военна академия „Г.С.Раковски“ – София, а химическия профил във ВНВУ „В. Левски“ – В. Търново.

## Наименования
През годините училището носи различни имена според претърпените реорганизации:
- Народно военно инженерно-свързочно училище „Вълко Червенков“ (1 ноември 1954 – 29 август 1959)
- Висше народно военно инженерно-свързочно училище „Г.Дамянов“ (29 август 1959 – 1963)

## Началници
- Полковник Георги Танев (1 ноември – 27 октомври 1954)
- Подполковник Илия Недков (27 октомври – 30 ноември 1954), временен
- Полковник Вангел Мавров (30 ноември 1954 – септември 1959)
- Подполковник Георги Петров (септември 1959 – септември 1963)